# Jason Hall
Jason Hall (28 de abril de 1972) é um roteirista estadunidense. Foi indicado ao Oscar de melhor roteiro adaptado na edição de 2015 pelo trabalho na obra American Sniper.

## Filmografia
- Paranoia (2013)
- American Sniper (2014)

## Prêmios e indicações
- Indicado: Oscar de melhor roteiro adaptado - American Sniper (2014)